# Prinjolata
La prinjolata és una darreria tradicional de Malta. El nom prové del mot maltès prinjol, que significa pinyó, un ingredient que s’utilitza tant en el farcit com en la cobertura.
La prinjolata es prepara per Carnaval, que a Malta se celebra cinc dies abans del Dimecres de Cendra.